# Carlos Monje Rodríguez
Carlos Monje Rodríguez (Turón, Asturias, 1937-Torrelavega, Cantabria, 5 de febrero de 2025) fue un político español que desempeñó la función de alcalde de Torrelavega entre 1974 y 1976.

## Biografía
Carlos Monje nació en Turón, Principado de Asturias, en el año 1937, aunque en 1947 llegó a Torrelavega a donde su padre vino para trabajar en la recién inaugurada empresa Sniace.
En 1973 pasó a ser jefe del Departamento de Estudios de la fábrica Solvay en Barreda. Su contacto con la política se remonta a los últimos años del franquismo como jurado de empresa del sindicato vertical. Sin duda lo más destacado de su carrera política fue ser Alcalde de Torrelavega entre 1974 y 1976, cargo que desempeñó tras ser designado Alcalde por el entonces Gobernador de Santander, Carlos García Mouriño. En las primeras elecciones democráticas municipales de 1979 consiguió acta de concejal en el Ayuntamiento de Torrelavega por el Partido Popular Independiente. Sin embargo, poco después abandonó definitivamente la política.